# 9/11: その時、司令本部で何が起きていたのか
『9/11: その時、司令本部で何が起きていたのか』（9/11: Inside the President's War Room）は、アメリカ同時多発テロ事件を題材とした2021年のドキュメンタリー映画である。Apple TV+とBBC Oneによって公開された。このドキュメンタリーはテロ発生直後数時間をジョージ・W・ブッシュ大統領とその周辺人物の視点から探っており、事件から20周年にあわせて公開された。
このドキュメンタリーにはジョージ・W・ブッシュ大統領、ディック・チェイニー副大統領、コンドリーザ・ライス、コリン・パウエル、アンドルー・カード、ダン・バートレット、デボラ・ローワー、ジョシュ・ボルテン、アリ・フライシャー、カール・ローヴ、エアフォースワンのパイロットのマーク・ティルマン、テッド・オルソンらへのインタビューが含まれている。

## 批評家の反応
『タイムズ』のジェームズ・ジャクソンは5点満点で4点を与え、「（ブッシュ元大統領の）存在感だけで、たとえブッシュ・レガシー財団による彼の決定的な一日の直話のように感じられたとしても、この9月11日の時間ごとの最新の概要は他の多くの作品の中でも際立ったものとなった」と評した。『ガーディアン』のジャック・シールは5つ星満点を与え、「これまでのドキュメンタリーではほとんど体験できなかった、その部屋にいるような感覚をもたらす」と評した。『サンフランシスコ・クロニクル』のデヴィッド・ルイスはこの映画を「手に汗握るドキュメンタリー」と評し、「これまで見た中で最もバランスのとれた映画ではないかもしれないが、編集と写真素材は息をのむほど素晴らしく、この悲劇の中心にいるこれほど多くの政府関係者が1つの映画に登場するのはこれが最後になるかもしれない」と書いた。